# Otocrania extensa
Otocrania extensa är en insektsart som först beskrevs av Bates 1865.  Otocrania extensa ingår i släktet Otocrania och familjen Phasmatidae. Inga underarter finns listade i Catalogue of Life.